# 矮乳香树
矮乳香树是橄榄科乳香树属植物，原产於葉門的索科特拉岛。矮乳香树是乳香树属仅有的三个具有单叶而非复叶的种之一（另外两个是单叶乳香树、单波叶乳香树）。种加词意思是矮小，民间有时音译作娜娜乳香。